# Голдсмит, Эдвард
Эдвард Рене Давид Голдсмит (8 ноября 1928 — 21 августа 2009), широко известный как Тедди Голдсмит, — англо-французский защитник окружающей среды, автор книг и издатель.

## Биография
Старший сын английского миллионера и депутата от Консервативной партии Франка Голдсмита и старший брат финансиста Джеймса Голдсмита, Эдвард Голдсмит был редактором и издателем журнала «Эколог», The Ecologist. Известный своими выступлениями против индустриального общества, он высказывался в поддержку ценностей малых коренных народов.
Он один из создателей влиятельного проекта Blueprint for Survival. Совместно с Робертом Прескотт-Алленом стал членом-учредителем политической партии «People», «Люди» (позже переименонной в Партию зелёных Англии и Уэльса). Консервативное, аполитичное, представление Голдсмита о защите окружающей среды внесло много разногласий с экосоциалистическим большинством членов, которые постепенни стало доминировать в британской партии «Зелёных».
Сторонник системного подхода и глубинной экологии Голдсмит был одним из первых пропагандистов гипотезы Гайя, ещё до появления этой гипотезы развив подобное ей кибернетическое понятие «автономной биосферы».
Талантливый оратор, он был представителем и участником экологических кампаний , получил много наград за свою деятельность, защищающую природу и выдвигающую на первый план важность и тяжелое положение малых народов. Его самые известные награды — Премия «За правильный образ жизни» и Орден Почётного легиона.

### Автор
- Устойчивое Общество — The Stable Society (Wadebridge Press, 1978).
- Большой РАЗВОРОТ: деиндустриализация Общества -The Great U-Turn: De-industrialising Society Green Books, 1988
- Путь: экологическое мировоззрение — The Way: an ecological world view (Rider 1992; Revised Edition, Green Books 1996).
- семь путей экологии — Les sept sentiers de l'écologie (Editions Alphée, 2006).

### Соавтор
- Проект Выживание A Blueprint for Survival (Penguin, 1972)
- Судный День, книга шуток (Радости Апокалипсиса)- The Doomsday Funbook (Joys Of Apocalypse) 1977
- Социальные и Экологические эффекты Больших Дамб The Social and Environmental Effects of Large Dams (Wadebridge Ecological Centre):

часть I (1984)
часть II (1986)
часть III (1992)
- 5 000 Дней, чтобы Спасти Планету. 5,000 Days to Save the Planet. (Hamlyn, 1990)
- Судный День, книга шуток. Новый Выпуск. The Doomsday Fun Book New Edition. (John Carpenter, 2006)

### Редактор
- Великобритания может Выжить? Can Britain Survive? (Part author. Tom Stacey, 1971).
- La Médecine à la Question (Fernand Nathar, France 1981).
- Земное Сообщение The Earth Report (Mitchell Beazley, 1988).
- Gaia, the Thesis, the Mechanisms and the Implications (Wadebridge Ecological Centre, 1988).
- Gaia and Evolution (Co-editor with Peter Bunyard. 1990).
- The Case Against the Global Economy: and for a turn towards the local (Co-editor with Jerry Mander. Sierra Book Club, 1996)
- Le Piège se Referme (The trap snaps shut again) (France 2001).

### Эссе (некоторые)
- Мой ответ My answer
- a biospheric ethic
- падение Римской империи The fall of the Roman Empire
- семейное основание социальной структуры The family basis of social structure
- Как накормить людей в период изменения климата How to feed people under a regime of climate change
- окружающая среда — сможет ли она пережить мировую экономику? Can the environment survive the global economy?]
- Развитие и колониализм Development and colonialism
- миф борьбы с наводнениями The myth of flood control
- Религия в Тысячелетии Religion at the Millennium
- Искусство и этика Art and ethics